# Anna Lizaran
Anna Lizaran, née le 31 août 1944 à Esparreguera et morte le 12 janvier 2013 à Barcelone est une actrice espagnole d'origine catalane de théâtre, de cinéma et de télévision.

## Biographie
Fille d'un mécanicien et d'une modiste, elle étudie l'art dramatique dans le Centre d'estudis experimentals de Barcelone et devient l'un des premiers membres de la compagnie Els Comediants.
En 1974,  elle s'installe à Paris pour étudier au côté du célèbre mime Jacques Lecoq. À son retour à Barcelone en 1976, elle commence à travailler pour le Théâtre Lliure (es).
Elle a participé à plusieurs films importants, comme Talons aiguilles de Pedro Almodóvar ou Actrius de Ventura Pons.
Elle a aussi réalisé le programme télévisé Arsènic i puntes de coixí en 1996.
En 2000 elle reçoit la Creu de Sant Jordi, distinction décernée par la Generalitat de Catalogne.

## Filmographie
- 1979 : Salut i força al canut
- 1980 : El vicari d'Olot : Sor Meliflua
- 1982 : La Plaça del diamant
- 1987 : 30 d'abril (TV)
- 1990 : La Teranyina
- 1991 : Talons aiguilles (Tacones lejanos) : Margarita
- 1992 : El Parc (TV)
- 1994 : Souvenir : Elvira
- 1995 : Quartet (TV) : Merteuil
- 1995 : El Perquè de tot plegat : Submissive Woman (segment Sumissió)
- 1996 : La Celestina : Alisa
- 1997 : Actrices (Actrius) : Maria Caminal
- 1998 : Ma première nuit (La primera noche de mi vida) : Madre de Joselito
- 2000 : Seconde chance (Morir (o no)) : Senyora
- 2001 : Des del balcó (feuilleton TV) : Patrícia
- 2003 : La Mari (feuilleton TV) : Amparo
- 2003 : Sara (TV) : Mare
- 2003 : Amb el 10 a l'esquena (TV) : Estela

## Théâtre
- 1976 : Camí de nit, 1854
- 1977 : Titus Andrònic
- 1977 : Leonci i Lena
- 1977 : La cacatúa verda
- 1977 : Ascensió i caiguda de la ciutat de Mahagonny
- 1978 : La vida del Rei Eduard II d'Anglaterra
- 1978 : La nit de les tríbades
- 1978 : Hedda Gabler'.
- 1979 : La bella Helena
- 1979 : Les très germanes'.
- 1980 : Jordi Dandin
- 1980 : El balcó
- 1981 : Operació Ubú'.
- 1982 : El misàntrop
- 1982 : Primera història d'Esther'.
- 1983 : Al vostre gust
- 1983 : Advertència per a embarcacions petites
- 1984 : Una jornada particular
- 1985 : Un dels últims vespres de carnaval
- 1985 : La senyoreta Júlia
- 1986 : La senyora de Sade
- 1987 : Lorenzaccio, Lorenzaccio ?
- 1987 : El 30 d'abril
- 1988 : La bona persona del Sezuàn
- 1990 : Maria Estuard
- 1990 : Un capvespre al jardí
- 1991 : El cántaro roto
- 1992 : Dansa d'agost
- 1992 : El dol escau a Electra
- 1992 : El parc
- 1993 : Roberto Zucco
- 1994 : Un dels últims vespres de carnaval
- 1994 : Les noces de Fígaro
- 1994 : Quartet
- 1995 : Arsènic i puntes de coixí
- 1996 : Lear o el somni d'una actriu
- 1996 : El temps i l'habitació
- 1998 : Quartet
- 1998 : Morir
- 1998 : Galatea
- 1999 : Tot esperant Godot
- 1999 : La nit de les Tríbades
- 2000 : L'hort dels cirerers
- 2001 : L'adéu de Lucrècia Borja
- 2002 : Escenes d'una execució
- 2002 : Testimoni Verdaguer
- 2003 : Homenatge a Josep Montanyés
- 2003 : El retorn al desert
- 2004 :Forasters
- 2004 : Dissabte, diumenge i dilluns
- 2005 : Un matrimoni de Boston
- 2005 : Homenatge a Carlota Soldevila
- 2006 : Rosencrantz y Guilderstein són morts
- 2006 : Hamlet
- 2006 : La tempestad